# Kreuzerlass
Kreuzerlass ist die Bezeichnung für einen Verwaltungsakt der bayerischen Staatsregierung von 2018, der das Aufhängen von Kreuzen in staatlichen Gebäuden anordnet. Der Erlass wurde vergeblich vor Gericht angefochten.

## Rechtsakt
Zum 1. Juni 2018 wurde die Allgemeine Geschäftsordnung für die Behörden in Bayern (AGO) in die folgende Fassung geändert:

„§ 28 (Anbringen von Kreuzen in Dienstgebäuden) Allgemeine Geschäftsordnung für die Behörden des Freistaates Bayern
Im Eingangsbereich eines jeden Dienstgebäudes ist als Ausdruck der geschichtlichen und kulturellen Prägung Bayerns gut sichtbar ein Kreuz anzubringen.“

## Symbol

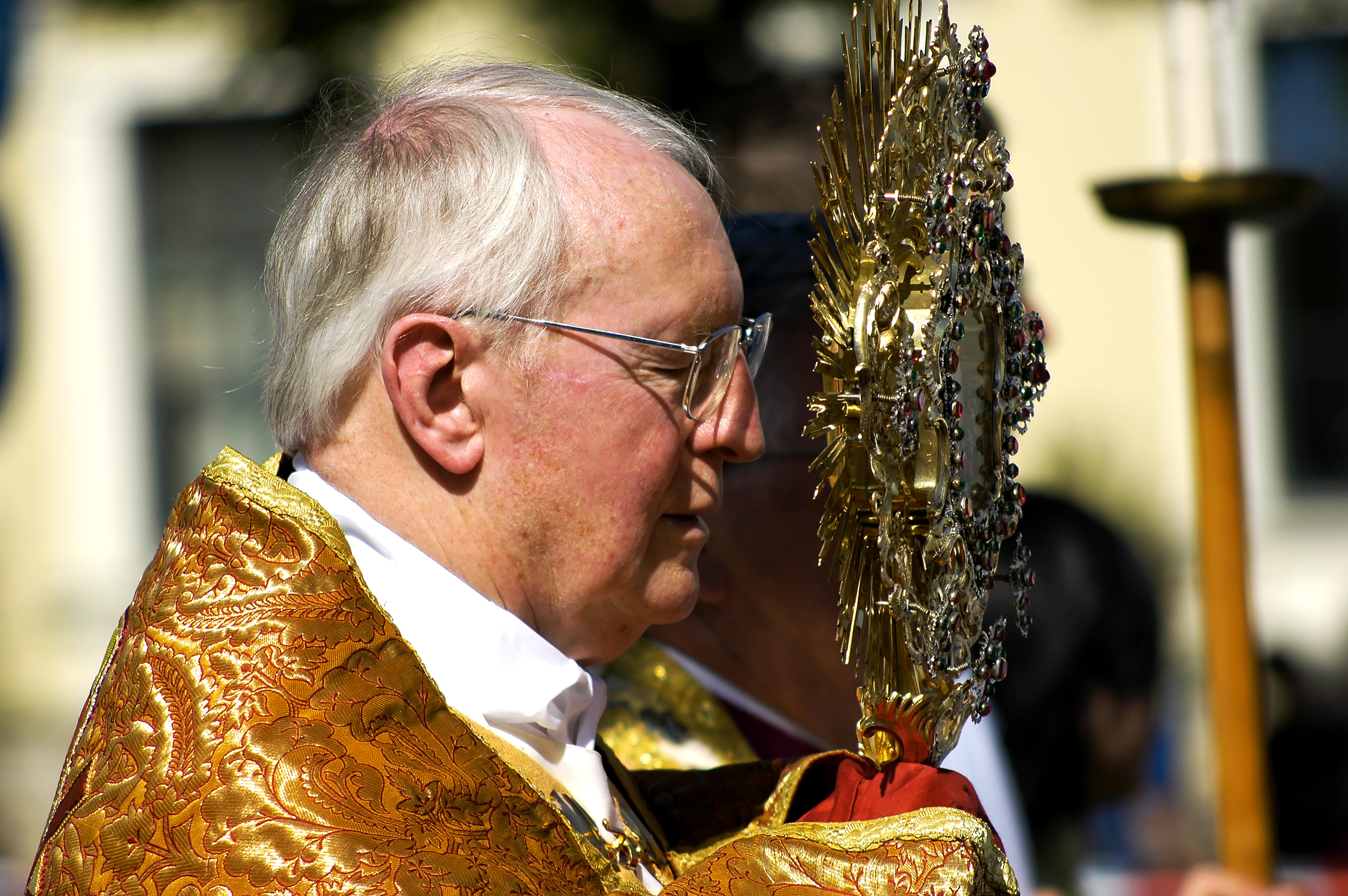
Das in der Staatskanzlei zur Bekanntmachung des Kreuzerlasses von Ministerpräsident Markus Söder aufgehängte Kreuz wurde von Kardinal Friedrich Wetter geschenkt.

Zur Bekanntmachung des Kreuzerlasses hängte Ministerpräsident Markus Söder (CSU) bei einem medial weithin rezipierten Pressetermin im Eingangsbereich der Staatskanzlei „nicht irgendein Kreuz“ auf, sondern ein Geschenk des Münchner Kardinals Friedrich Wetter. Es hatte zuvor zeitweise im Kabinettsaal gehangen. Geweiht wurde es von Wetter und gesegnet vom Landesbischof der Evangelisch-Lutherischen Kirche in Bayern, Johannes Friedrich.
Kritik entzündete sich an der Symbolik dieses „Kardinal-Wetter-Kreuzes“. Wetter war in mehreren Fällen Fehlverhalten im Umgang mit sexuellem Missbrauch nachgewiesen worden. Einer der Betroffenen sah es „als ein Zeichen des Respekts gegenüber den Opfern an, dieses Kreuz zu entfernen“. Gabriele Triebel, Sprecherin für Bildung, Religion und Erinnerungskultur der Landtagsfraktion von Bündnis 90/Die Grünen wandte sich mit Hinweis auf dessen Wirkung auf Missbrauchsbetroffene an die Staatskanzlei. Sie forderte, dieses Kreuz durch ein anderes zu ersetzen, was jedoch ohne Reaktion blieb. Auf eine Presseanfrage teilte die Staatskanzlei mit: „Wir werden uns hierzu nicht äußern.“
Die Bayerische Staatsregierung antwortete auf eine Anfrage der SPD-Landtagsabgeordneten Katja Weitzel zur Herkunft des Kreuzes von Kardinal Wetter, dass es „nicht das Kreuz eines Einzelnen“ sei, sondern „beider“ christlichen Konfessionen. Das Kreuz sei Symbol des Friedens und in der christlichen Theologie eng verknüpft mit Schuld, Sühne und Versöhnung.

## Geschichte und gesellschaftspolitische Bedeutung
Im April 2018 verfügte Markus Söder (CSU) in einer seiner ersten Amtshandlungen als bayerischer Ministerpräsident, dass zum 1. Juni 2018 im Eingangsbereich eines jeden Dienstgebäudes als Ausdruck der geschichtlichen und kulturellen Prägung Bayerns gut sichtbar ein Kreuz anzubringen ist. Rund 1.100 Behörden des Landes Bayern sind von dieser Pflicht betroffen.

### Bewertungen durch die bayerische Staatsregierung
Das Bayerische Staatsministerium des Innern, für Sport und Integration gab im Mai 2018 bekannt, dass es die Umsetzung der Verordnung in Landesbehörden nicht überwachen werde. Das Ministerium habe jedoch folgendes Ziel: „Je mehr Kreuze, desto besser.“ Ein Jahr nach Inkraftsetzung war der Umsetzungsstand des Verordnung unklar. Ministerpräsident Söder erklärte, dass das Innenministerium zuständig sei und die Umsetzung „liberal“ erfolge.
Das Bayerische Staatsministerium für Wissenschaft und Kunst erklärte, für Hochschulen, Theater und Museen sei die Anbringung eines Kreuzes nur eine Empfehlung. Das Neue Museum Nürnberg verweigerte sich der Anbringung eines Kreuzes. Das Landgericht Bayreuth hängte anstelle eines Kreuzes das Kunstwerk Engel der Kulturen auf.

### Bewertungen aus politischen Parteien
Der schleswig-holsteinische Ministerpräsident Daniel Günther (CDU) hielt den Kreuzerlass für „nicht akzeptabel“. Wer aus dem Zeigen des Kreuzes im öffentlichen Raum eine Pflicht mache, vereinnahme die Religion für den Staat und für die eigene Partei.
Die bayerische Landtagsvizepräsidentin Ulrike Gote (Grüne) bewertete den Kreuzerlass als verfassungswidrig. Der baden-württembergische Ministerpräsident Winfried Kretschmann (Grüne) kritisierte Söder für einen „hilflosen, ja einen heillosen Konservatismus“. Die entstandenen Fotos beim Aufhängen des Kreuzes seien „skurril“, er wirke wie ein Vampirjäger.
Die bayerische SPD warf Söder vor, das Kreuz „für ein Wahlkampfmanöver missbraucht“ zu haben, er solle den Erlass zurücknehmen. Aus dem SPD-Parteivorstand benannte Dietmar Nietan „als bekennender Christ“ einen Verstoß gegen das Neutralitätsgebot des Staates, Spaltung statt Versöhnung, Missbrauch und Entwertung religiöser Symbole.

### Bewertungen aus der Rechtswissenschaft
Der frühere Bundesverfassungsrichter Dieter Grimm bewertete den Kreuzerlass als verfassungswidrig. Laut Grundgesetz dürfe der Staat in Glaubensfragen nicht Partei ergreifen. Vielmehr habe er sich gegenüber den verschiedenen Religionen neutral zu verhalten. Gegen diese Neutralitätspflicht verstoße er, wenn er Kreuze in Amtsräumen anordne.
Im Grundrechte-Report 2019 wurde die Verordnung als Verstoß gegen das objektive Verfassungsgebot der weltanschaulichen Neutralität und der Verletzung der negativen Religionsfreiheit bewertet. Sowohl Behördenmitarbeiter als auch Bürger würden im Rahmen eines Über- und Unterordnungsverhältnisses gezwungen, in Behörden ein Verwaltungsverfahren „unter dem Kreuz“ zu führen. Dem Staat sei jedoch eine Identifikation mit einem bestimmten Glauben untersagt.
Der Rechtskorrespondent Christian Rath bezeichnete es 2022 in der Legal Tribune Online als „dreist“, dass die Kreuzpflicht nur als Verwaltungsvorschrift beschlossen worden sei. Gegen Verwaltungsvorschriften laufe der Rechtsschutz weitgehend leer.
Der Leiter des Kirchenrechtlichen Institutes der Evangelischen Kirche in Deutschland Hans Michael Heinig warnte vor einer „Banalisierung“ des Kreuzes, der Erlass sei jedoch nicht verfassungswidrig. Eine spätere Entscheidung des Bundesverwaltungsgerichts zur Beibehaltung der Kreuze vom 19. Dezember 2023 hielt er „in der Begründung und im Ergebnis für falsch“.
Im Verfassungsblog wurde das Urteil des Bundesverwaltungsgerichts vom Dezember 2023 kritisiert, es sei „in höchst wertungswidersprüchlicher Weise“ verfasst, teilweise „geradezu paradox“ und die Positionierung zum staatlichen Neutralitätsgebot könne nicht überzeugen. Zudem habe das Gericht ausgelassen, sich zum Sachverhalt zu äußern, dass die Regelung eines derart grundrechtssensiblen Bereichs in einer Verwaltungsvorschrift vor dem Hintergrund des Rechtsstaatsprinzips und insbesondere der Wesentlichkeitstheorie höchst problematisch sei. Diese Beeinträchtigung von Grundrechten hätte einer Rechtsverordnung oder eines Parlamentsgesetzes bedurft.

### Bewertungen aus den Kirchen
Im April 2018 warf der Vorsitzende der Deutschen Bischofskonferenz, der Münchner Kardinal Reinhard Marx, Ministerpräsident Markus Söder vor, „Spaltung, Unruhe, Gegeneinander“ ausgelöst zu haben.
Ebenfalls im April 2018 kritisierte Friedrich Wilhelm Graf, emeritierter Professor für Systematische Theologie der Universität München, dass die CSU das Kreuz für politische Zwecke missbrauche. Das Kreuz „zum Zeichen irgendeiner bayerischen Kulturidentität“ umdeuten zu wollen, beschädige seinen religiösen Gehalt. Es würde „mit einem Glaubenssymbol politisch Schindluder getrieben und so die Krise der kirchlichen Christentümer staatlich verstärkt“.
Im Mai 2018 übte ein Priester während einer Heiligen Messe in Aschaffenburg gegen den Kreuzerlass scharfe Kritik. Er zeigte im Gottesdienst ein Kreuz mit einer Brezel. Der rechte Flügel des Kreuzes war mit einem weißblauen Papierstreifen verlängert und unten am Schaft des klebte ein aus der Zeitung ausgeschnittenes Foto von Söder, der von unten nach oben zur Brezel aufschaute.
Am 1. Juni 2018, dem Tag des Inkrafttretens des Kreuzerlasses, traf Ministerpräsident Söder im Vatikan Papst Franziskus, was von der FAZ dahingehend bewertet wurde, er habe sich Rückendeckung aus dem Vatikan geholt. Der emeritierte Papst Benedikt XVI. habe am gleichen Tag den Kreuzerlass „ausdrücklich begrüßt“.
Der Bamberger Erzbischof Ludwig Schick lobte den Kreuzerlass und behauptete: „Alle Menschen, die das Kreuz anschauen, verpflichten sich, das zu leben und voranzubringen.“

### Rezeption in der Zivilgesellschaft, Kunst und Satire

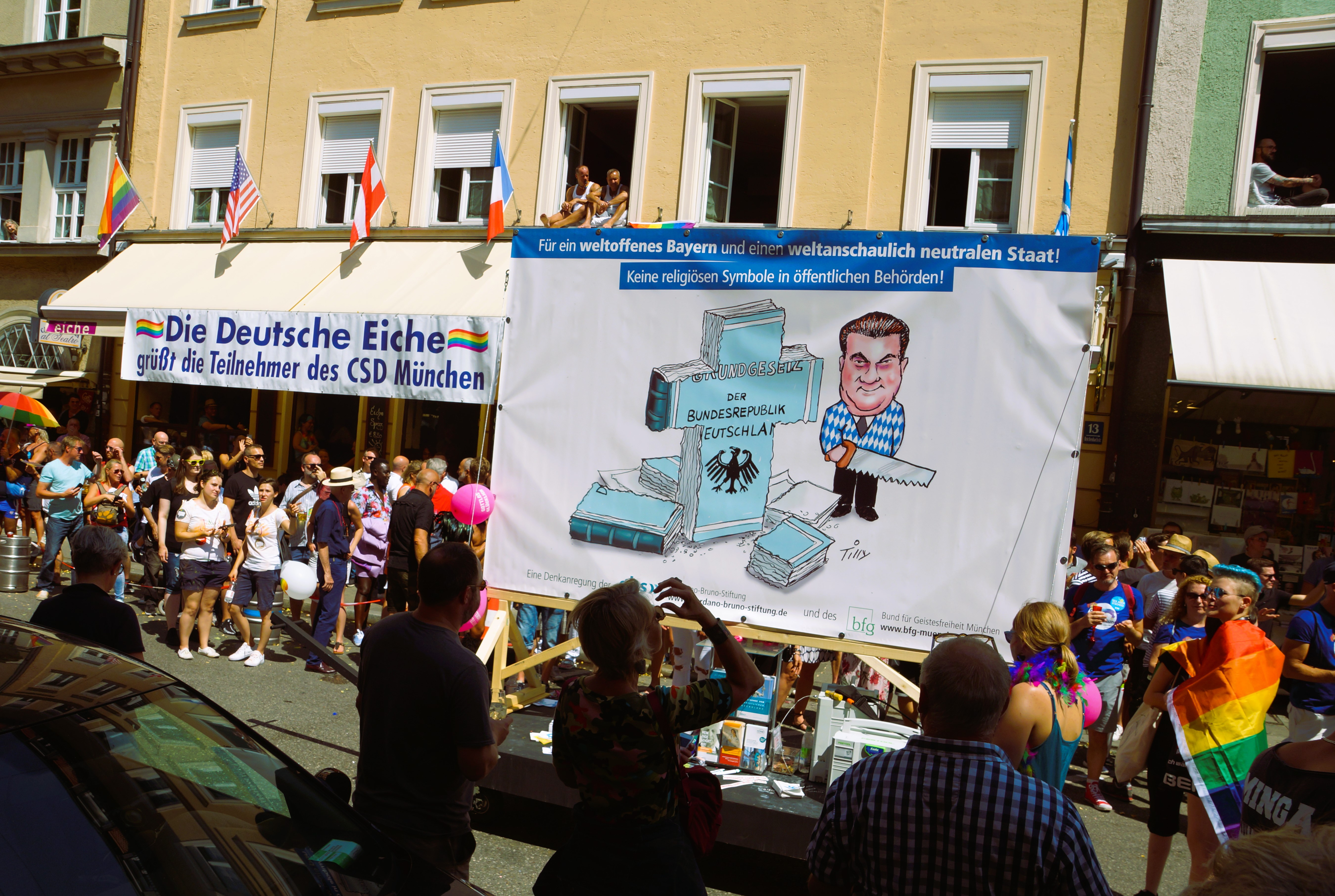
Karikaturenwagen von Jacques Tilly zum Kreuzerlass auf dem CSD 2018 in München.

Im April 2018 versandte das Satiremagazin Der Postillon die Nachricht, dass es einen neuen Beschluss aus München gäbe. So solle „als Zeichen der bayerischen Identität“ vor allen Behörden ein Exemplar des Grundgesetzes „als Fußabtreter“ abgelegt werden. Das Grundgesetz solle standardmäßig auf Artikel 140 aufgeschlagen sein. Söder habe sich dabei fotografieren lassen, während er vor der bayerischen Staatskanzlei seine schmutzigen Schuhe an einem Grundgesetz saubergestreift habe.
Am 1. Juni 2018 führten auf dem Münchener Marienplatz die Giordano-Bruno-Stiftung und der Bund für Geistesfreiheit (bfg) München einen Aktionstag gegen den Kreuzerlass durch. Ein Karikaturenwagen des Künstlers Jacques Tilly zeigte den bayerischen Ministerpräsidenten, wie er sich das Grundgesetz auf Kreuzform zurecht sägt. Die Karikatur hatte die Aufschrift „Für ein weltoffenes Bayern und einen weltanschaulich neutralen Staat! Keine religiösen Symbole in öffentlichen Behörden!“ und wurde u. a. auch auf dem Christopher Street Day 2018 in München gezeigt.
Im Jahr 2020 hängte das Landgericht Bayreuth das Kunstwerk Engel der Kulturen anstelle des vorgeschriebenen Kreuzes im Eingangsbereich des Justizpalastes auf. Der Präsident des Landgerichts, Matthias Burkhardt, erklärte, dass durch die abgebildeten Symbole der drei abrahamitischen Religionen und durch die geometrischen Figuren wie Kreise, Rechtecke und Quadrate alle anderen Religionen und Weltanschauungen mitgemeint seien.
Im Dezember 2023 erklärten Anhänger des Fliegenden Spaghettimonsters, dass es sich um ihr „Söder-Projekt“ handele und es auf Erfolgskurs sei. In einer Collage von Zitaten vom bayerischen Ministerpräsidenten, von Kirchenfunktionären und vom Bundesverwaltungsgericht kündigten sie die Ablösung des Kreuzerlasses durch einen „Biervulkanerlass“ an. Der Biervulkan sei zwar für den „objektiven Betrachter ein zentrales Symbol“ ihres Glaubens, aber er stünde der „Offenheit des Staates gegenüber anderen Bekenntnissen und Weltanschauungen nicht im Weg“.

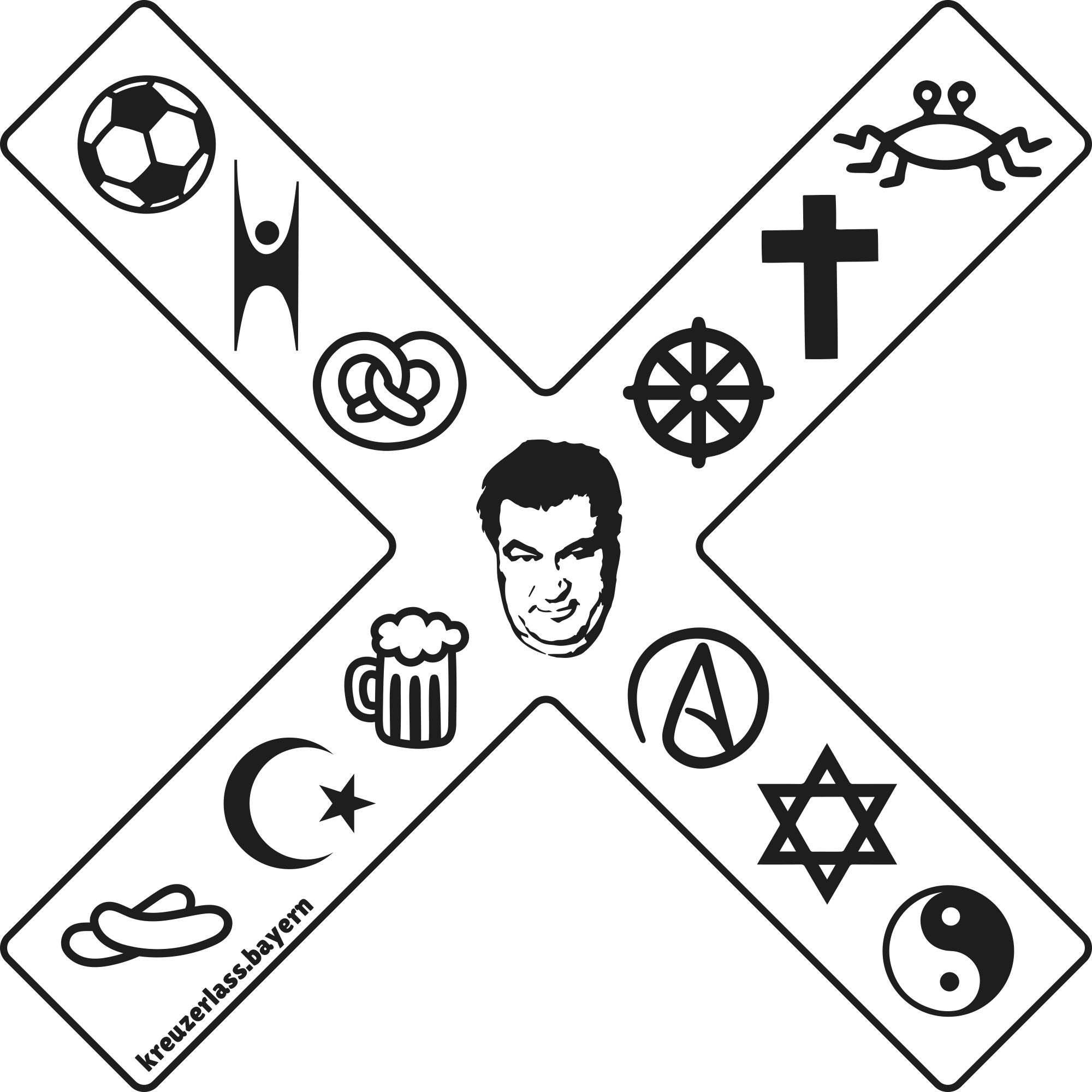
Kunstaktion Kreuz der Vielfalt in X-Form zum Kreuzerlass.

Im April 2024 erklärte die von der Giordano-Bruno-Stiftung geförderte Kunstaktion Kreuz der Vielfalt, dass mit den auf einem X-Kreuz dargestellten Piktogrammen des „Schöpfers des Kreuzerlasses“ Ministerpräsident Markus Söder und den „zwölf Aposteln der Vielfalt“ (Atheismus, Bierkrug, Brezen, buddhistisches Rad des Gesetzes, christliches Langkreuz, Davidstern, Fliegendes Spaghettimonster, Fußball, Happy Humanist, islamischer Halbmond, Weißwürste und Yin und Yang) eine rechtssichere Umsetzung des Kreuzerlasses möglich sei, je nachdem was der lokale dekorative Symbolkanon mit geschichtlichem, kulturellem und religiösem Bezug wünschenswert erscheinen ließe. Die Aktion werbe für den säkularen Staat, der das Neutralitätsgebot des Grundgesetzes achte.

## Rechtliche Auseinandersetzung
Am 5. Oktober 2018 reichten der Bund für Geistesfreiheit und 25 Unternehmer, Politiker und Künstler Klage gegen die Verordnung ein, darunter Konstantin Wecker, Markus Apel, Vorstandsmitglied des Lesben- und Schwulenverbands (LSVD Bayern) und Hamado Dipama vom Münchner Migrationsbeirat. Am 27. Mai 2020 entschied das Verwaltungsgericht München, dass die Aufhebung des § 28 AGO im Wege der Normenkontrollklage zu behandeln sei, und verwies den entsprechenden Teil der Klage an den Bayerischen Verwaltungsgerichtshof. Am 17. September 2020 wies das Verwaltungsgericht München die anderen Teile der Klage ab, da laut Gericht nicht hinreichend dargelegt worden sei, durch welche Kreuze die Kläger betroffen seien, und es nicht hinsichtlich der Häufigkeit und Schwere der Betroffenheit differenziert worden sei. Am 25. Mai 2022 fand eine mündliche Verhandlung vor dem Bayerischen Verwaltungsgerichtshof statt. Am 2. Juni 2022 wurden die Klagen abgewiesen, weil es sich zwar um einen Verstoß gegen die Neutralitätspflicht des Staates handele, die Kreuze aber im Wesentlichen als passive Symbole „ohne missionierende und indoktrinierende Wirkung“ einzustufen seien.
Die Leitsätze des Bayerischen Verwaltungsgerichtshofs waren:

„1. Das Kreuz ist ein Symbol christlicher Religion und kann nicht isoliert nur als Symbol der geschichtlichen und kulturellen Prägung verstanden werden. (Rn. 26–27)
2. Die Pflicht des Staates zu weltanschaulich-religiöser Neutralität als objektiv-rechtliches Verfassungsprinzip begründet als solches keine einklagbaren subjektiven Rechte von Religions- und Weltanschauungsgemeinschaften. Diese können einen Abwehranspruch nur dann geltend machen, wenn eines der Grundrechte verletzt wird, aus denen die staatliche Neutralitätspflicht hergeleitet wird (Art. 4 Abs. 1 und Art. 3 Abs. 3 Satz 1 GG). (Rn. 28)
3. Ein Verstoß gegen das Gebot staatlicher Neutralität, der sich in einer bloß passiven Verwendung eines religiösen Symbols ohne missionierende oder indoktrinierende Wirkung erschöpft und mit keinen weiteren Nachteilen für andere Religions- und Weltanschauungsgemeinschaften verbunden ist, verletzt weder deren Recht auf Glaubens- und Bekenntnisfreiheit noch auf Gleichbehandlung. (Rn. 29–34)“

 Die Revision der Kläger beim Bundesverwaltungsgericht wurde am 19. Dezember 2023 abgewiesen. Nachdem die Kläger am 22. März 2024 die schriftliche Urteilsbegründung erhalten hatten, kündigten sie Beschwerde beim Bundesverfassungsgericht an.